# Chrystus błogosławiący dzieci
Chrystus błogosławiący dzieci – obraz Lucasa Cranacha starszego, namalowany został najprawdopodobniej po 1537 roku. Obraz ten przedstawia trzykrotnie wspomnianą w nowotestamentowych Ewangeliach (oprócz Ewangelii Jana) scenę Chrystusa z dziećmi, która była wielokrotnie obrazowana zarówno przez wspomnianego malarza i jego syna Lucasa Cranacha Młodszego oraz ich warsztat i naśladowców.
Nieznany jest zleceniodawca dzieła oraz dalsze dzieje obrazu aż do roku 1922, kiedy to został zakupiony do zbiorów zamku na krakowskim Wawelu od biskupa łuckiego Ignacego Dubowskiego z Wołynia. Skradziony podczas ostatniej wojny przez hitlerowców, odnaleziony został w Wiedniu, w 1968 roku powrócił na Wawel. Znacznie uszkodzone dzieło zostało w 2004 roku poddane gruntownej konserwacji, która wraz z systematycznymi badaniami zakończyła się w październiku 2012 roku specjalną wystawą dzieła trwającą do dziś.

## Wygląd
Chrystus błogosławiący dzieci jest obrazem wykonanym techniką tempery na desce lipowej. Na ciemnym, neutralnym tle ukazany jest odziany w ciemnobłękitne szaty Jezus, otoczony dużą grupą matek z dziećmi oraz kilkoma apostołami (w górnym lewym narożu), spośród których da się zidentyfikować świętego Piotra ukazanego jako brodaty mężczyzna, w podeszłym wieku o siwych włosach. Temat błogosławieństwa dzieci przez Jezusa malarz ujął w sposób rodzajowy, nie rezygnując z lirycznego nastroju, atmosfery czułości, ciepła i rodzicielskiej miłości. Postać Chrystusa przesunięta jest lekko na lewo od osi stanowi punkt odniesienia; uwaga większości jest skupiona na Zbawicielu, który przytula jedno z dziewięciu niemowląt do swej twarzy, podtrzymując je lewą ręką. Obok po prawej stoi jego matka wyróżniająca się ciemną suknią. Jezus jednocześnie troszczy się o drugie niemowlę głaszcząc prawą dłonią. Ono jest położone na ciemnej poduszce podtrzymywanej przez jego matkę odzianą w czerwoną suknię, za którą trzyma się jedno ze starszych dzieci. Dziewczynka ta jest odziana w białą sukienkę, w lewej ręce trzyma lalkę. Za nią stoi chłopczyk w czerwonym odzieniu. Do tej grupy dołączają się kolejne matki z dziećmi. Po prawej, za wspomnianym chłopczykiem wyróżnia się matka karmiąca piersią swe dziecko, odziana w cynobrową suknię. Za nią stoją kolejne trzy matki i trójka niemowląt oraz jeszcze jedna postać, której widać jedynie włosy, czoło i brwi. Po lewej stronie wyróżnia się kobieta w czerwonej sukni z wydatnym dekoltem, podtrzymująca niemowlę (zaciekawione obecnością Jezusa) zwracająca się do starszego dziecka, chłopczyka, który trzyma się za rękę matki, zaś w prawej dłoni trzyma jabłko. Za Chrystusem, po lewej widoczne są kolejne dwie matki z niemowlętami (jedno zaczepia Jezusa szarpiąc Go za ramię) oraz wspomniana grupa apostołów. Mimo że większość postaci ma krągłe, pulchne twarze, artysta nadał im indywidualne cechy fizjonomiczne. Wzdłuż górnej krawędzi widnieje inskrypcja: VND SIE BRACHTEN KINDLIN ZV IM DAS ER SIE ANRVRETE MARCUS AM X.

## Analiza

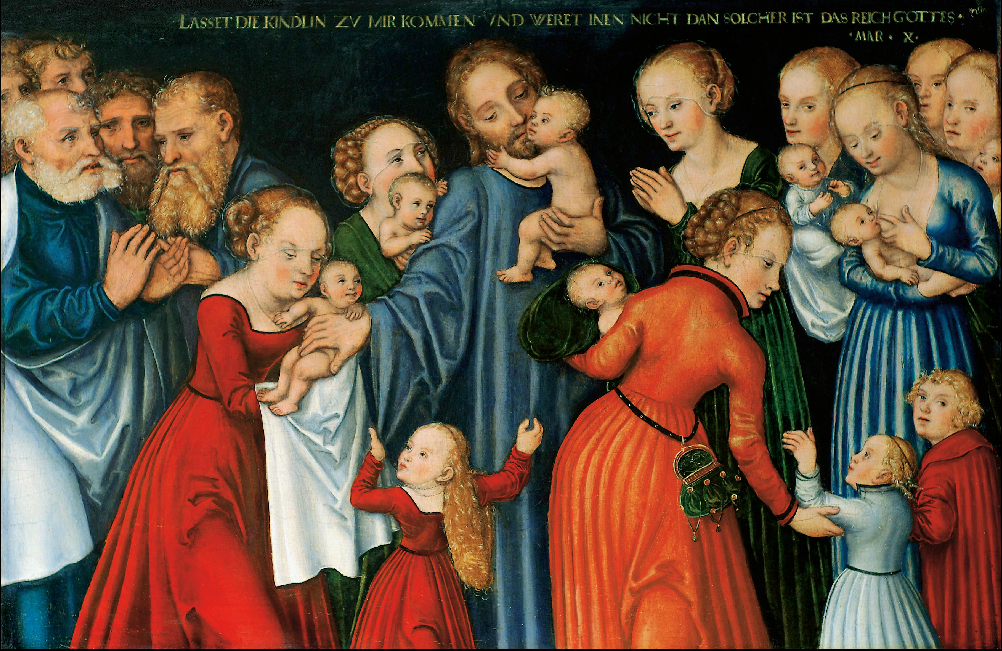
Lucas Cranach Starszy, Chrystus błogosławiący dzieci, ok. 1540, zbiory prywatne

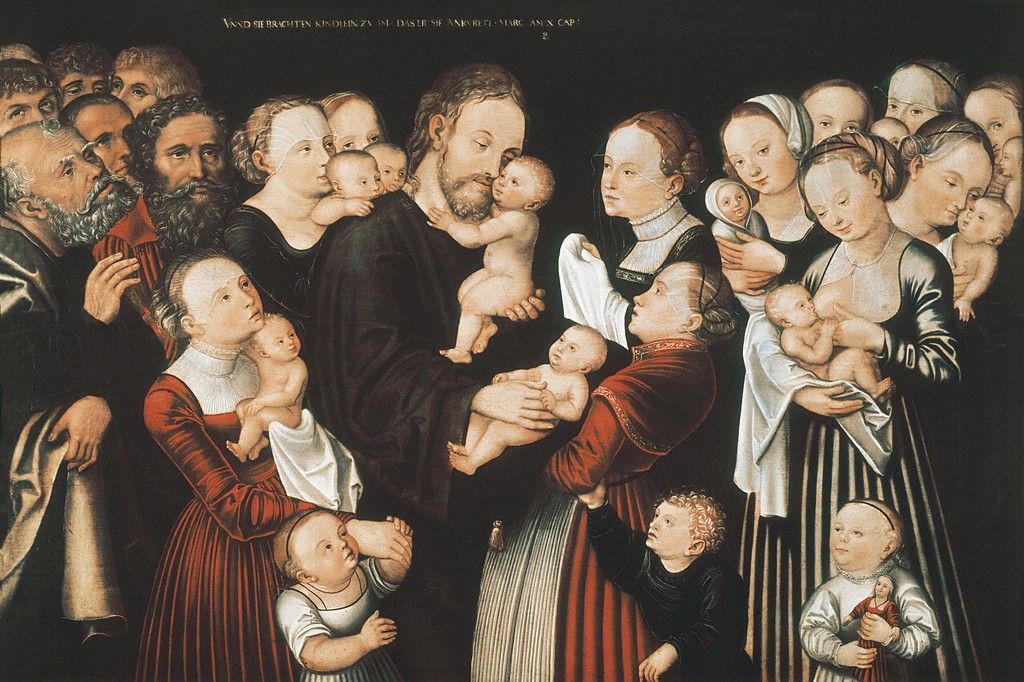
Lucas Cranach Starszy, Chrystus błogosławiący dzieci, ok. 1540, Winterthur, Kunstmuseum

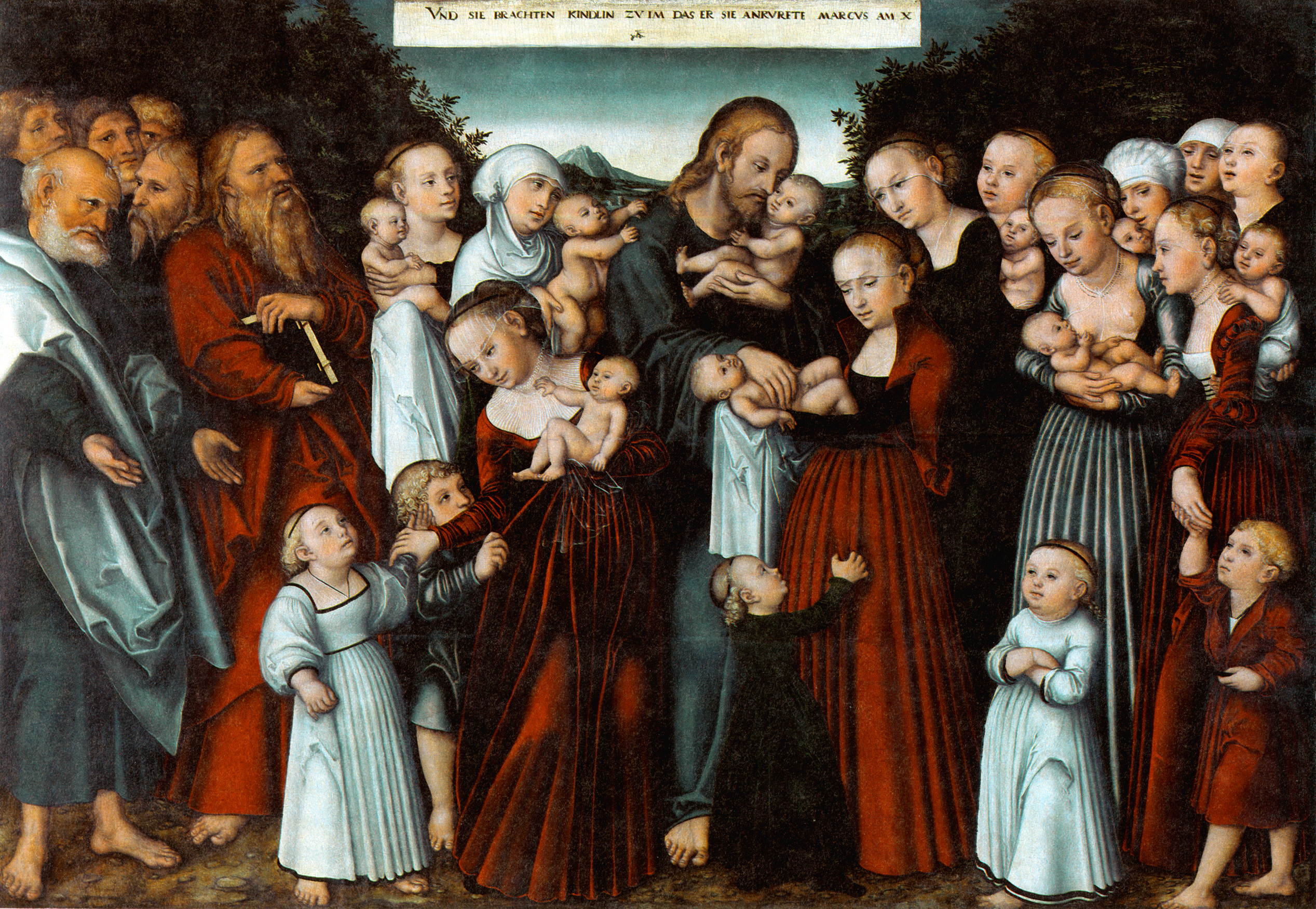
Lucas Cranach Młodszy, Chrystus błogosławiący dzieci, Drezno, Galeria Obrazów Starych Mistrzów

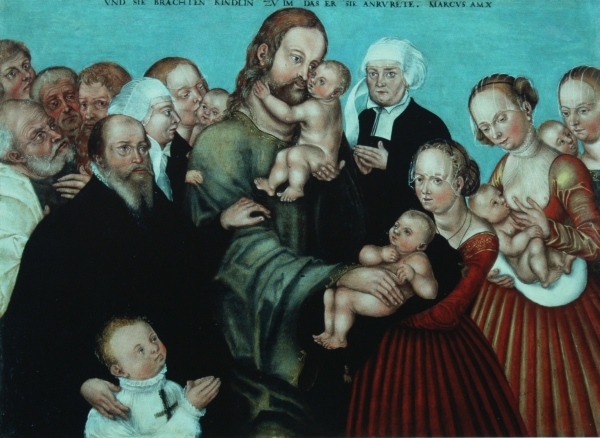
Warsztat Lucasa Cranacha Starszego, Chrystus błogosławiący dzieci, ok. 1560, zamek Gottorp w Szlezwiku

Źródłem tematu obrazu są trzy nieznacznie różniące się od siebie przekazy zawarte w biblijnym Nowym Testamencie. O błogosławieństwie dzieci wspominają w swoich Ewangeliach święci Mateusz (Mt 19 13-15), Marek (Mk 10, 13-16) oraz Łukasz (Łk 18, 15-17). Lucas Cranach Starszy, a następnie jego syn wielokrotnie malowali scenę błogosławieństwa dzieci przez Jezusa, jednakże ten temat wcześniej nie był często preferowany w sztuce sakralnej, zarówno na Wschodzie i Zachodzie. Zachowało się kilka przykładów m.in. na karolińskich freskach w Müstair (Szwajcaria), romańskich malowidłach kościoła San Angelo in Formis w Kapui (Włochy), w kościele Świętego Marcina w Zillis (Szwajcaria) oraz datowane na XIII/XIV wiek malowidło w książęcej cerkwi Świętego Mikołaja w Curtea de Argeș (Rumunia). Zainteresowanie tematem wzrosło gwałtownie w trzeciej dekadzie XVI stulecia, a więc w dobie postępującej reformacji. Na terenie Rzeszy najbardziej wpływowym reformatorem był Marcin Luter, który był nie tylko przyjacielem Lucasa Cranacha Starszego, ale także ojcem chrzestnym córki malarza Anny. Cranach zaś był ojcem chrzestnym syna Lutra, Jana. Cranachowie w swojej twórczości wielokrotnie malowali obrazy religijne oparte na treściach teologicznych i doktrynach Lutra, a następnie Filipa Melanchtona. W wielu obszarach stanowisko luteran wobec malarstwa religijnego nie odbiegało od tradycji katolickiej, przy czym źródłem tematycznym stała się wyłącznie Biblia, w której dzieci są kilkakrotnie wspominane, przykładem jest cytat „Kto wśród was wszystkich jest najmniejszy, ten jest wielki”. Jednym z bezpośrednich powodów zainteresowania tematem błogosławieństwa dzieci miał być spór luteran z anabaptystami dotyczący chrztu. Różnice wynikają z tego, że luteranie uznawali chrzest dzieci, anabaptyści zaś tylko chrzest dorosłych, już znających prawdy wiary. Wzorcem miał być sam Chrystus, który jako osoba dorosła przyjął chrzest dokonany w wodach Jordanu, z rąk Jana Chrzciciela. Pomimo pominięcia bezpośredniego wątku chrztu, seria przedstawień, którą tworzy również wawelski obraz miałby stanowić swego rodzaju odzwierciedlenie poglądu luteran na chrzest. Marcin Luter powołując się na zapisane w wersetach biblijnych postawy Jezusa wobec wiary dzieci kwestionował doktryny anabaptystów. Za inny powód rozpowszechnienia tematu Chrystusa błogosławiącego dzieci jest zmiana trendu w ikonografii chrześcijańskiej w dobie reformacji, kiedy to odrzucono wiele wątków będących punktem wyjścia dla średniowiecznej pobożności, a zrekompensowano to nowymi tematami znanymi z Biblii, ale nie praktykowanymi podczas supremacji katolicyzmu w średniowieczu.
Obraz krakowski jest jednym z kilkudziesięciu (obecnie wiadomo o 34 obrazach i jednej grafice) zachowanych wersji Chrystusa błogosławiącego dzieci malowanego przez Cranachów i ich warsztat. Elementem spójnym jest przede wszystkim wielopostaciowa kompozycja skupiona wokół dominanty, którą stanowi postać Chrystusa. Ze względu na powtarzające się wspólne motywy historycy sztuki wyodrębnili sześć mniejszych grup, z których każda składa się z kilku obrazów, na których różnice występują wyłącznie w detalach oraz kilkanaście obrazów, na których jest więcej różnic, uniemożliwiających sklasyfikowanie dzieł do którejkolwiek z grup. Obraz krakowski ma niemal identyczne odpowiedniki w malowidłach zachowanych w kościele Świętej Trójcy w Larviku (Norwegia) oraz w amsterdamskim domu aukcyjnym Christie’s. Pozostałe wersje znajdują się przede wszystkim na terenie Saksonii (m.in. w Galerii Obrazów Starych Mistrzów w Dreźnie, Kunstbesitz der Universität w Lipsku, kościele Świętego Wacława w Naumburgu, katedrze NMP w Zwickau) innych krajach historycznych Niemiec (m.in. w Angermuseum w Erfurcie, we frankfurckim Städel Museum, kościele Świętej Anny w Augsburgu, Johanniterhalle w Schwäbisch Hall, hamburskim Kunsthalle, zamku Gottorp w Szlezwiku), a ponadto w Europie i na świecie (m.in. w Kunstmuseum w szwajcarskim Winterthur, Narodni Galerie w Pradze, Statens Museum for Kunst w Kopenhadze, w zbiorach prywatnych w Paryżu oraz w Metropolitan Museum of Art w Nowym Jorku, Chi Mei Muiseum w Taipanie).